# Sibt ibn al-Jawzí
Xams-ad-Din Abu-l-Mudhàffar Yússuf ibn Kizoghlu (àrab: شمس الدين أبو المظفر يوسف بن كزغل, Xams ad-Dīn Abū l-Muẓaffar Yūsuf ibn Kizoḡlu), més conegut com a Sibt ibn al-Jawzí (àrab: سبط بن الجوزي, Sibṭ ibn al-Jawzī) (Bagdad, vers el 1185 - Damasc, 1256) fou un predicador i historiador establert a Damasc vers el 1201. Era fill d'un cèlebre erudit hanbalita, Abu-l-Fàraj ibn al-Jawzí, amb qui a vegades se'l confon.
És l'autor d'una història universal anomenada Mírat az-zaman ('El mirall del temps') amb una important secció cronològica.